# Welsh Premier League (2016/2017)
Welsh Premier League 2016/2017 (znana jako  Dafabet Welsh Premier League ze względów sponsorskich) był 25. sezonem najwyższej klasy rozgrywkowej w Walii.
Sezon został otwarty 12 sierpnia 2016 r., a zakończył się 13 maja 2017 r. finałem baraży o miejsce w eliminacjach do Ligi Europy UEFA.

30 grudnia 2016 r. The New Saints pobili 44-letni rekord Ajaksu Amsterdam w najdłuższej passie zwycięstw w najwyższej klasie rozgrywkowej, osiągając 27. zwycięstw z rzędu we wszystkich rozgrywkach.
Ich rekordowa seria 27 zwycięstw zakończyła się remisem 3-3 w dniu 14 stycznia 2017 r.

To był ostatni sezon sponsorowany przez Dafabet. Mistrzem po raz jedenasty, a szósty z rzędu został zespół The New Saints F.C..

## Format rozgrywek
Rozgrywki składały się z trzech faz. W pierwszej fazie drużyny grały ze sobą dwukrotnie, raz u siebie i raz na wyjeździe.
W drugiej fazie Welsh Premier League podzieliła się na dwie konferencje, sześć najlepszych drużyn stworzyło Championship Conference, pozostałe PlayOff Conference.
W ramach tych grup kluby ponownie zmierzyły się ze sobą dwukrotnie.
Wszystkie punkty zebrane przez zespoły w pierwszej fazie zostały przeniesione do drugiej fazy.
Drużyna, która zajęła pierwsze miejsce w Championship Conference została ogłoszona mistrzem Welsh Premier League i zakwalifikowała się do pierwszej rundy kwalifikacyjnej Ligi Mistrzów UEFA w następnym sezonie.
Drużyna, która zajęła drugie miejsce w Championship Conference, automatycznie kwalifikowała się do pierwszej rundy kwalifikacyjnej Ligi Europejskiej UEFA,
Cztery drużyny, które zajęły miejsca między trzecim a szóstym w Championship Conference, oraz drużyna z siódmego miejsca z PlayOff Conference wzięły udział w trzeciej fazie sezonu European Playoffs.
Zwycięzca zdobywa miejsce w pierwszej rundzie kwalifikacyjnej Ligi Europy UEFA w następnym sezonie.
Kluby, które zajęły ostatnie dwa miejsca w drugiej puli, spadły na koniec sezonu.

Zdobywca Pucharu Walii kwalifiował się do pierwszej rundy kwalifikacyjnej Ligi Europejskiej UEFA.
W przypadku, gdy jedna z pięciu drużyn zakwalifikuje się już do Europy, wygrywając Puchar Walii, w play-offach zmierzą się pozostałe cztery drużyny bezpośrednio od półfinału, bez konieczności rozgrywania meczu ćwierćfinałowego (mecz między 6 a 7 zespołem).
W przypadku zdobycia Pucharu Walii przez jedną z dwóch czołowych drużyn, trzecia drużyna w lidze automatycznie zajmie miejsce w pierwszej rundzie kwalifikacyjnej do Ligi Europejskiej UEFA.
Pozostałe cztery zespoły zmierzą się wtedy w play-offach bezpośrednio od półfinału.

Podręcznik Walijskiego Związku Piłki Nożnej.

## Skład ligi w sezonie 2016/2017
W lidze rywalizowało dwanaście drużyn – dziesięć drużyn z poprzedniego sezonu i po jednej z Cymru Alliance oraz Welsh Football League Division One:
Cefn Druids (wicemistrz Cymru Alliance (2015/2016); Caernarfon Town nie otrzymał promocji z powodów licencyjnych)
i Cardiff Metropolitan University (mistrz Welsh Football League Division One (2015/2016)).
Dla Cardiff Metropolitan University był to debiutancki sezon w lidze pod tą nazwą, wcześniej występowali jako Inter Cardiff.
Drużyny te zastąpiły Haverfordwest County ostatnią drużynę sezonu 2015/2016 oraz Port Talbot Town F.C. zdegradowane z powodów licencyjnych.
| Uczestnicy poprzedniej edycji | Uczestnicy poprzedniej edycji   | Uczestnicy poprzedniej edycji | Uczestnicy poprzedniej edycji |
| --- | ------------------------------- | ----------------------------- | ----------------------------- |
| TNS | The New Saints F.C.             | Llansanffraid, Oswestry       | 1                             |
| BAL | Bala Town                       | Bala                          | 2                             |
| LND | Llandudno                       | Llandudno                     | 3                             |
| CQN | Connah’s Quay Nomads F.C.       | Connah’s Quay                 | 4                             |
| NTW | Newtown A.F.C.                  | Newtown                       | 5                             |
| AIR | Airbus UK Broughton             | Broughton                     | 6                             |
| CMR | Carmarthen Town                 | Carmarthen                    | 7                             |
| ABE | Aberystwyth Town F.C.           | Aberystwyth                   | 8                             |
| BAN | Bangor City                     | Bangor                        | 9                             |
| RHY | Rhyl FC                         | Rhyl                          | 11                            |
| Awans z Cymru Alliance 2015/16 |                                 |                               |                               |
| CDR | Cefn Druids                     | Cefn Mawr, Wrexham            | 2                             |
| Awans z Welsh Football League Division One 2015/16                                                                                                |                                 |                               |                               |
| CMU | Cardiff Metropolitan University | Cardiff                       | 1                             |
| Oznaczenia: - kolumna pierwsza – skróty nazw drużyn, - kolumna trzecia – siedziba klubu, - kolumna czwarta – miejsce zajęte w poprzednim sezonie. |                                 |                               |                               |

## Runda zasadnicza

### Tabela
| Lp. | Drużyna                         | M  | Z  | R | P  | Bramki | Bramki | Różn. | Pkt | Uwagi                   |
| --- | ------------------------------- | -- | -- | - | -- | ------ | ------ | ----- | --- | ----------------------- |
| 1   | The New Saints F.C.             | 22 | 21 | 1 | 0  | 77     | 14     | +63   | 64  | Championship Conference |
| 2   | Connah’s Quay Nomads F.C.       | 22 | 12 | 7 | 3  | 33     | 16     | +17   | 43  | Championship Conference |
| 3   | Bala Town                       | 22 | 11 | 7 | 4  | 41     | 27     | +14   | 40  | Championship Conference |
| 4   | Bangor City                     | 22 | 11 | 3 | 8  | 35     | 34     | +1    | 36  | Championship Conference |
| 5   | Cardiff Metropolitan University | 22 | 9  | 4 | 9  | 28     | 18     | +10   | 31  | Championship Conference |
| 6   | Carmarthen Town                 | 22 | 7  | 7 | 8  | 30     | 30     | 0     | 28  | Championship Conference |
| 7   | Llandudno                       | 22 | 6  | 8 | 8  | 18     | 29     | −11   | 26  | PlayOff Conference      |
| 8   | Aberystwyth Town F.C.           | 22 | 7  | 2 | 13 | 25     | 41     | −16   | 23  | PlayOff Conference      |
| 9   | Rhyl FC                         | 22 | 6  | 3 | 13 | 27     | 56     | −29   | 21  | PlayOff Conference      |
| 10  | Cefn Druids                     | 22 | 4  | 8 | 10 | 24     | 40     | −16   | 20  | PlayOff Conference      |
| 11  | Newtown A.F.C.                  | 22 | 4  | 7 | 11 | 26     | 32     | −6    | 19  | PlayOff Conference      |
| 12  | Airbus UK Broughton             | 22 | 4  | 3 | 15 | 28     | 55     | −27   | 15  | PlayOff Conference      |

### Wyniki
| Gospodarz \ Gość                | ABE | AIR | BAL | BAN | CMU | CMR | CDR | CQN | LND | NTW | RHY  | TNS |
| Aberystwyth Town F.C.           |     | 3:1 | 1:3 | 0:3 | 0:2 | 0:3 | 0:1 | 1:3 | 0:0 | 1:0 | 4:0  | 1:5 |
| Airbus UK Broughton             | 0:1 |     | 2:4 | 4:2 | 1:0 | 1:1 | 3:2 | 0:3 | 2:3 | 0:2 | 0:3  | 1:4 |
| Bala Town                       | 4:0 | 3:3 |     | 1:1 | 1:0 | 0:0 | 2:0 | 0:0 | 3:0 | 1:0 | 6:1  | 0:2 |
| Bangor City                     | 4:0 | 2:1 | 2:0 |     | 2:1 | 1:2 | 2:1 | 0:2 | 2:1 | 2:1 | 3:2  | 1:2 |
| Cardiff Metropolitan University | 1:0 | 2:0 | 0:1 | 4:0 |     | 1:3 | 5:0 | 1:2 | 1:1 | 2:1 | 4:0  | 1:2 |
| Carmarthen Town                 | 0:5 | 2:1 | 2:3 | 1:1 | 0:0 |     | 2:2 | 0:0 | 0:1 | 3:1 | 5:0  | 2:4 |
| Cefn Druids                     | 0:3 | 2:2 | 4:4 | 2:3 | 0:0 | 0:0 |     | 0:0 | 1:3 | 1:0 | 4:3  | 0:2 |
| Connah’s Quay Nomads F.C.       | 4:0 | 5:1 | 1:1 | 2:2 | 0:0 | 1:0 | 1:0 |     | 1:1 | 1:0 | 2:0  | 0:3 |
| Llandudno                       | 0:1 | 2:0 | 1:3 | 1:0 | 0:1 | 2:0 | 0:0 | 0:2 |     | 0:0 | 2:2  | 0:5 |
| Newtown A.F.C.                  | 2:2 | 2:4 | 0:0 | 1:2 | 0:1 | 4:2 | 1:1 | 2:1 | 0:0 |     | 3:3  | 3:3 |
| Rhyl FC                         | 3:1 | 3:1 | 2:0 | 1:0 | 1:0 | 0:1 | 0:3 | 1:2 | 0:0 | 1:3 |      | 1:2 |
| The New Saints F.C.             | 2:1 | 4:0 | 5:1 | 4:0 | 3:1 | 2:1 | 4:0 | 3:0 | 5:0 | 1:0 | 10:0 |     |

## Runda finałowa

### Tabela
| Lp.                     | Drużyna                             | M  | Z  | R  | P  | Bramki | Bramki | Różn. | Pkt | Uwagi                                       |
| ----------------------- | ----------------------------------- | -- | -- | -- | -- | ------ | ------ | ----- | --- | ------------------------------------------- |
| Championship Conference |                                     |    |    |    |    |        |        |       |     |                                             |
| 1                       | The New Saints F.C. (M)             | 32 | 28 | 1  | 3  | 101    | 26     | +75   | 85  | Liga Mistrzów UEFA • I runda kwalifikacyjna |
| 2                       | Connah’s Quay Nomads F.C.           | 32 | 16 | 10 | 6  | 45     | 24     | +21   | 58  | Liga Europy UEFA • I runda kwalifikacyjna   |
| 3                       | Bala Town (P)                       | 32 | 16 | 9  | 7  | 61     | 46     | +15   | 57  | Liga Europy UEFA • I runda kwalifikacyjna   |
| 4                       | Bangor City (B)                     | 32 | 16 | 4  | 12 | 53     | 53     | 0     | 52  | Liga Europy UEFA • I runda kwalifikacyjna   |
| 5                       | Carmarthen Town (B)                 | 32 | 10 | 9  | 13 | 40     | 46     | −6    | 39  |                                             |
| 6                       | Cardiff Metropolitan University (B) | 32 | 10 | 6  | 16 | 41     | 41     | 0     | 36  |                                             |
| PlayOff Conference      |                                     |    |    |    |    |        |        |       |     |                                             |
| 7                       | Newtown A.F.C. (B)                  | 32 | 12 | 9  | 11 | 59     | 41     | +18   | 45  |                                             |
| 8                       | Cefn Druids                         | 32 | 9  | 12 | 11 | 40     | 48     | −8    | 39  |                                             |
| 9                       | Llandudno                           | 32 | 7  | 14 | 11 | 31     | 45     | −14   | 35  |                                             |
| 10                      | Aberystwyth Town F.C.               | 32 | 10 | 4  | 18 | 41     | 63     | −22   | 34  |                                             |
| 11                      | Rhyl FC (S)                         | 32 | 8  | 6  | 18 | 38     | 76     | −38   | 30  | Spadek do Cymru Alliance                    |
| 12                      | Airbus UK Broughton (S)             | 32 | 5  | 6  | 21 | 37     | 78     | −41   | 21  | Spadek do Cymru Alliance                    |

### Wyniki
| Gospodarz \ Gość                | BAL | BAN | CMU | CMR | CQN | TNS |
| Bala Town                       |     | 3:2 | 3:1 | 1:1 | 1:1 | 4:6 |
| Bangor City                     | 1:2 |     | 3:2 | 0:2 | 2:1 | 3:0 |
| Cardiff Metropolitan University | 2:3 | 2:3 |     | 2:2 | 0:0 | 0:5 |
| Carmarthen Town                 | 0:1 | 2:3 | 0:4 |     | 1:3 | 1:0 |
| Connah’s Quay Nomads F.C.       | 2:0 | 1:1 | 2:0 | 0:1 |     | 2:1 |
| The New Saints F.C.             | 3:2 | 4:0 | 2:0 | 2:0 | 1:0 |     |
| Championship Conference         |     |     |     |     |     |     |

| Gospodarz \ Gość      | ABE | AIR | CDR | LND | NTW | RHY |
| Aberystwyth Town F.C. |     | 1:0 | 0:0 | 3:4 | 0:4 | 4:0 |
| Airbus UK Broughton   | 4:2 |     | 0:0 | 0:0 | 0:7 | 0:2 |
| Cefn Druids           | 2:1 | 3:1 |     | 3:2 | 1:2 | 4:1 |
| Llandudno             | 0:2 | 2:2 | 0:0 |     | 1:2 | 1:1 |
| Newtown A.F.C.        | 6:1 | 4:1 | 1:1 | 2:2 |     | 3:2 |
| Rhyl FC               | 2:2 | 2:1 | 0:2 | 1:1 | 0:2 |     |
| PlayOff Conference    |     |     |     |     |     |     |

## European Playoffs

### Drabinka
|  | Półfinał | Półfinał                        | Półfinał |                                 |   | Finał       | Finał | Finał |  |
|  |          |                                 |          |                                 |   |             |       |       |  |
|  | 4        | Bangor City                     | 3        |                                 |   |             |       |       |  |
|  | 4        | Bangor City                     | 3        |                                 |   |             |       |       |  |
|  | 7        | Newtown A.F.C.                  | 2        |                                 |   |             |       |       |  |
|  | 7        | Newtown A.F.C.                  | 2        |                                 | 4 | Bangor City | 1     |       |  |
|  |          |                                 |          |                                 | 4 | Bangor City | 1     |       |  |
|  |          |                                 | 6        | Cardiff Metropolitan University | 0 |             |       |       |  |
|  | 5        | Caernarfon Town                 | 6        | Cardiff Metropolitan University | 0 | 1           |       |       |  |
|  | 5        | Caernarfon Town                 |          |                                 |   |             |       |       |  |
|  | 6        | Cardiff Metropolitan University | 2        |                                 |   |             |       |       |  |

### Półfinały
| 6 maja 2017 | Bangor City                                                       | 3:2   | Newtown A.F.C.                                                |                                                 |
| 15:30       | Gary Taylor-Fletcher 5' · Daniel Nardiello 12' · Gary Roberts 75' | (2:2) | 19' Luke Boundford · 26' Neil Mitchell                        | Nantporth, Bangor Widzów: 638 Sędzia: Dean John |
| 15:30       | Daniel Nardiello 65' · Danny Gosset 76'                           | (2:2) | 49' Neil Mitchell · 54' Ryan Kershaw · 78' Kieran Mills-Evans | Nantporth, Bangor Widzów: 638 Sędzia: Dean John |

| 7 maja 2017 | Carmarthen Town    | 1:2   | Cardiff Metropolitan University                        |                                                               |
| 15:15       | Liam Griffiths 48' | (0:0) | 60' Adam Roscrow · 90+3' Charlie Corsby                | Richmond Park, Carmarthen Widzów: 417 Sędzia: Simon Lee Evans |
| 15:15       | Dan Sheehan 67'    | (0:0) | 36' Kyle McCarthy · 40' Josh Barnett · 83' Rhys Thomas | Richmond Park, Carmarthen Widzów: 417 Sędzia: Simon Lee Evans |

### Finał
| 13 maja 2017 | Bangor City         | 1:0   | Cardiff Metropolitan University |                                                          |
| 18:15        | Dean Rittenberg 31' | (1:0) |                                 | Nantporth, Bangor Widzów: 956 Sędzia: Bryn Markham-Jones |
| 18:15        | Paul Connolly 63'   | (1:0) | 52' Josh Barnett                | Nantporth, Bangor Widzów: 956 Sędzia: Bryn Markham-Jones |

## Lista strzelców

### Runda zasadnicza
| Zawodnik            | Drużyna             | Bramki |
| ------------------- | ------------------- | ------ |
| Greg Draper         | The New Saints F.C. | 13     |
| Mike Hayes          | Bala Town           | 13     |
| Alex Darlington     | The New Saints F.C. | 11     |
| Jason Oswell        | Newtown A.F.C.      | 9      |
| Christian Seargeant | The New Saints F.C. | 9      |
| Tony Gray           | Airbus UK Broughton | 8      |
| Lee Hunt            | Bala Town           | 8      |
| Daniel Nardiello    | Bangor City         | 8      |

### Runda finałowa
| Zawodnik          | Drużyna             | Bramki |
| ----------------- | ------------------- | ------ |
| Jason Oswell      | Newtown A.F.C.      | 13     |
| Nick Rushton      | Newtown A.F.C.      | 7      |
| Adrian Cieślewicz | The New Saints F.C. | 6      |
| Henry Jones       | Bangor City         | 6      |
| Ashley Ruane      | Cefn Druids         | 6      |
| Liam Thomas       | Carmarthen Town     | 6      |
| Daniel Nardiello  | Bangor City         | 5      |

### Razem
| Zawodnik          | Drużyna             | Bramki |
| ----------------- | ------------------- | ------ |
| Jason Oswell      | Newtown A.F.C.      | 22     |
| Greg Draper       | The New Saints F.C. | 15     |
| Alex Darlington   | The New Saints F.C. | 15     |
| Mike Hayes        | Bala Town           | 14     |
| Daniel Nardiello  | Bangor City         | 13     |
| Adrian Cieślewicz | The New Saints F.C. | 12     |
| Nick Rushton      | Newtown A.F.C.      | 11     |
| Liam Thomas       | Carmarthen Town     | 11     |

Źródło:.

## Najlepsi w sezonie
| Trener        | Craig Harrison | The New Saints F.C. |
| Zawodnik      | Jason Oswell   | Newtown A.F.C.      |
| Młodzieżowiec | Henry Jones    | Bangor City         |

Źródło: clwbpeldroed.org.

## Jedenastka sezonu
| Pozycja   | Zawodnik          | Drużyna                   |
| --------- | ----------------- | ------------------------- |
| Bramkarz  | John Danby        | Connah’s Quay Nomads F.C. |
| Obrońca   | Simon Spender     | The New Saints F.C.       |
| Obrońca   | Steven Saunders   | The New Saints F.C.       |
| Obrońca   | George Horan      | Connah’s Quay Nomads F.C. |
| Obrońca   | Chris Marriott    | The New Saints F.C.       |
| Pomocnik  | Henry Jones       | Bangor City               |
| Pomocnik  | Jon Routledge     | The New Saints F.C.       |
| Pomocnik  | Ryan Brobbel      | The New Saints F.C.       |
| Pomocnik  | Adrian Cieślewicz | The New Saints F.C.       |
| Napastnik | Jason Oswell      | Newtown A.F.C.            |
| Napastnik | Lee Hunt          | Bala Town                 |

Źródło: clwbpeldroed.org.

## Stadiony
| Aberystwyth Town F.C. | Airbus UK Broughton                        | Bala Town       | Bangor City     | Cardiff Metropolitan University | Carmarthen Town     |
| --------------------- | ------------------------------------------ | --------------- | --------------- | ------------------------------- | ------------------- |
| Park Avenue           | Hollingsworth Group International Airfield | Maes Tegid      | Nantporth       | Cyncoed Campus                  | Richmond Park       |
| Pojemność: 2500       | Pojemność: 1500                            | Pojemność: 1500 | Pojemność: 3000 | Pojemność: 1875                 | Pojemność: 2500     |
|                       |                                            |                 |                 |                                 |                     |
| Cefn Druids           | Connah’s Quay Nomads F.C.                  | Llandudno       | Newtown A.F.C.  | Rhyl FC                         | The New Saints F.C. |
| The Rock (stadium)    | Deeside Stadium                            | Park MBi Maesdu | Latham Park     | Belle Vue                       | Park Hall           |
| Pojemność: 2500       | Pojemność: 1500                            | Pojemność: 1013 | Pojemność: 5000 | Pojemność: 3000                 | Pojemność: 1500     |
|                       |                                            |                 |                 |                                 |                     |